# Tamborina loorea
Tamborina loorea är en insektsart som först beskrevs av Otte, D. och R.D. Alexander 1983.  Tamborina loorea ingår i släktet Tamborina och familjen syrsor. Inga underarter finns listade i Catalogue of Life.